# Dekupiersäge

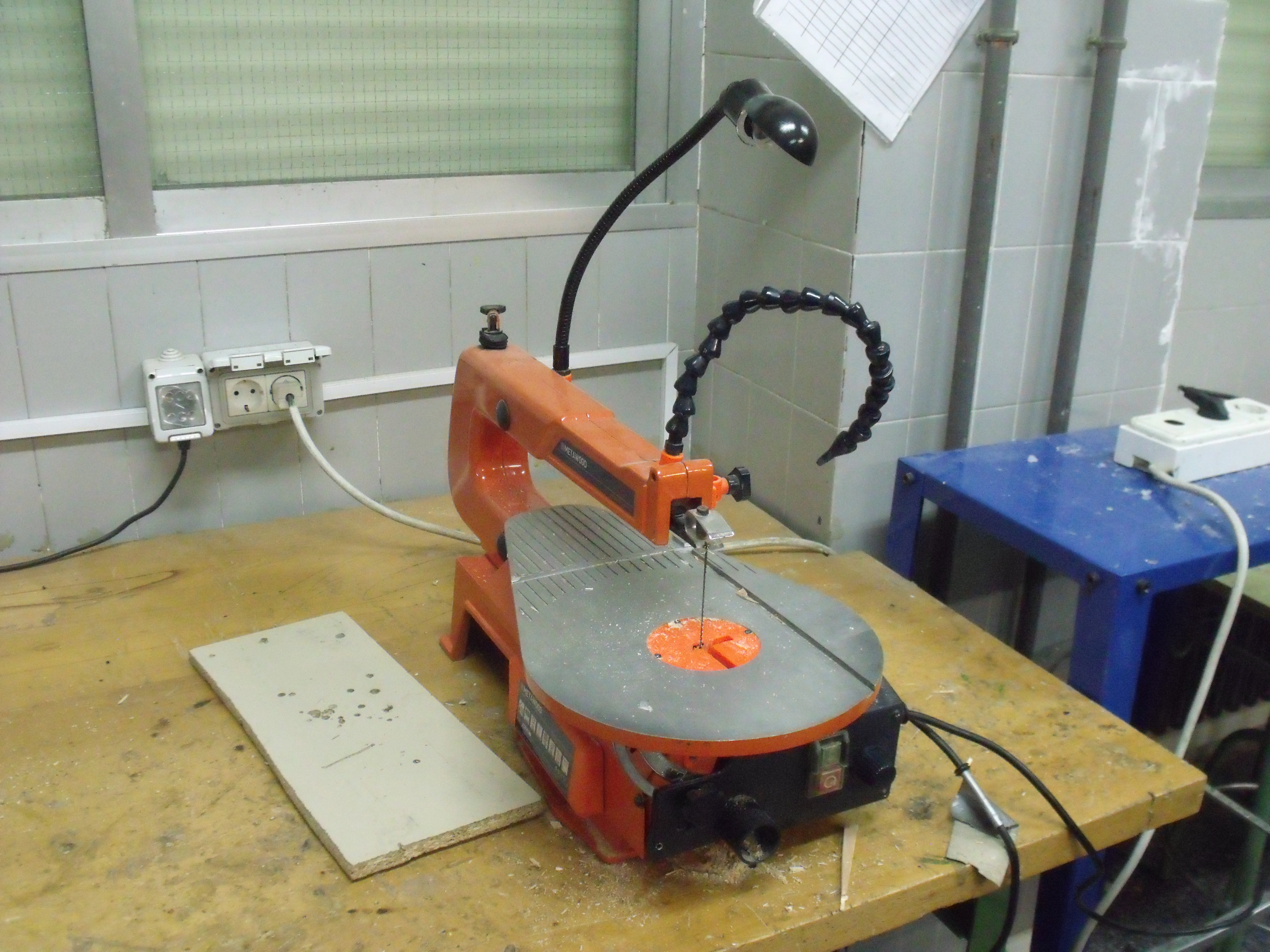
Elektrisch angetriebene Dekupiersäge

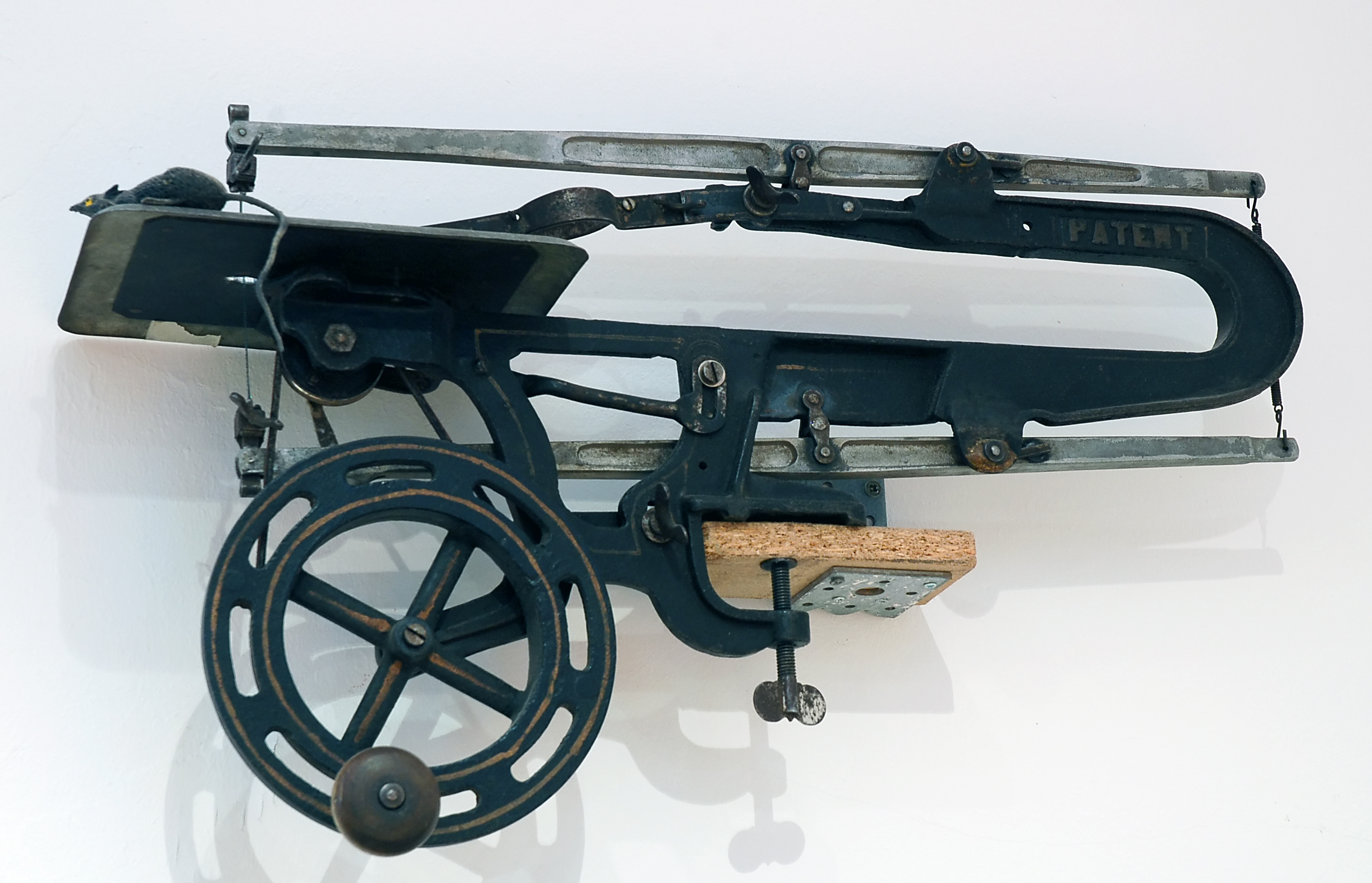
Handbetriebene Dekupiersäge um 1900

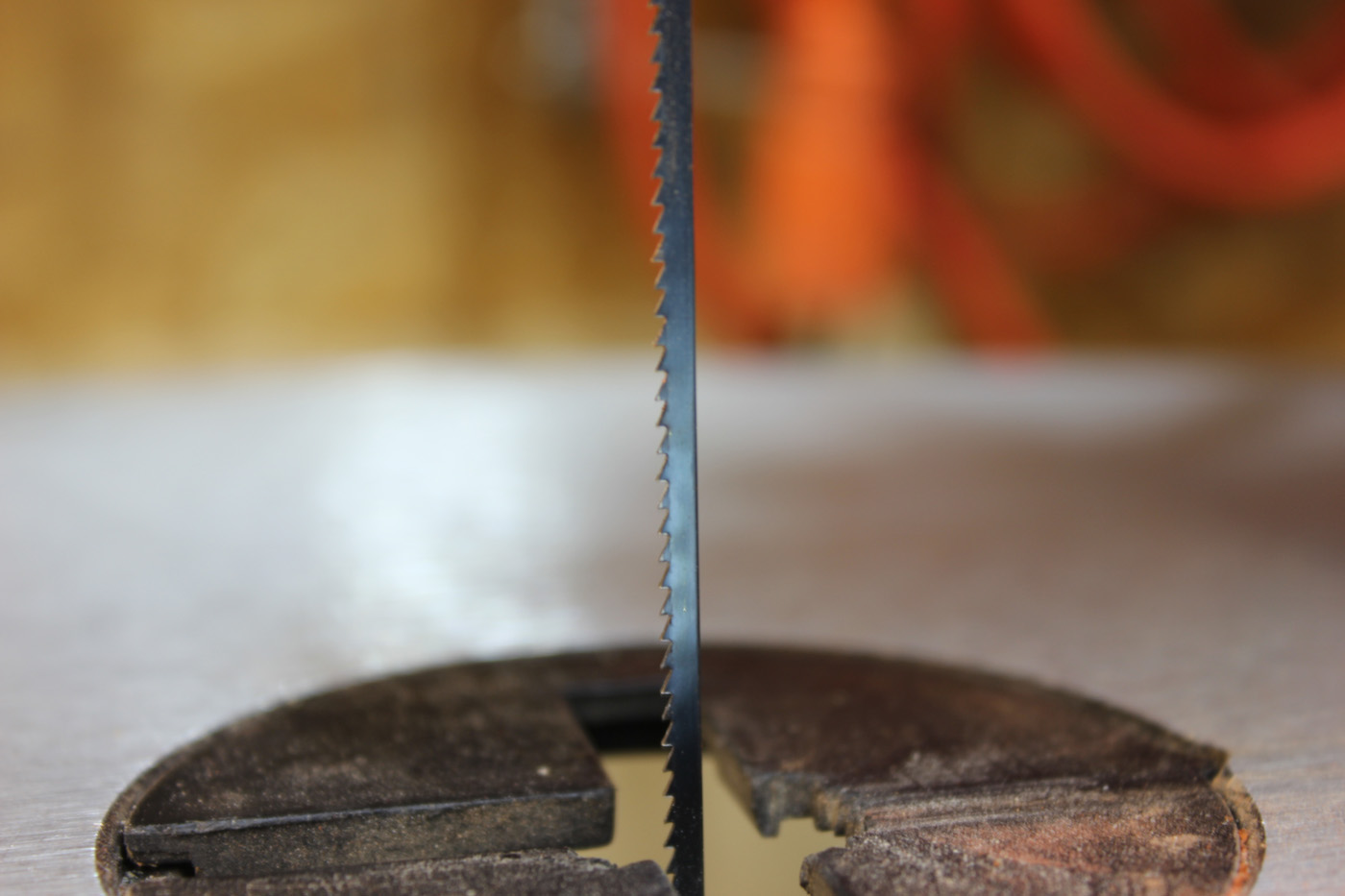
Detailansicht eines Sägeblattes einer Dekupiersäge

Eine Dekupiersäge (frz. découper = ausschneiden, zerschneiden) ist die elektrisch oder mechanisch angetriebene Ausführung der Laubsäge.
Sie wird für den Feinschnitt in der Holz-, Metall- und Kunststoffbearbeitung benutzt. Als Sägeblatt dient entweder ein handelsübliches Laubsägeblatt oder besondere Dekupiersägeblätter, die größenmäßig etwa einem Laubsägeblatt entsprechen. Zur Nutzung der Laubsägeblätter ohne Arretierstift ist manchmal ein spezieller Adapter nötig.
Je nach Ausführung bietet die Säge Vorrichtungen zur Beseitigung der anfallenden Sägespäne per Blasvorrichtung und/oder per anzuflanschendem Staubsauger, Einstellmöglichkeiten von Hublänge und -frequenz, einen in seiner Neigung verstellbaren Sägetisch für Gehrungsschnitte oder Fasen sowie eine Beleuchtung.
Dekupiersägen werden beispielsweise im holzverarbeitenden Handwerk benutzt, um Furniere für Intarsien zu sägen oder um die Aufnahmeschlitze für Bandstahllinien in Mehrschichtholz einzuarbeiten. Diese Bandstahlschnitte werden bei der Thermoformung benötigt, um Folienteile auszustanzen. Bei der industriellen Herstellung von Bandstahlschnitten ist diese Art der Holzschlitz-Herstellung durch das Laserschneiden überwiegend abgelöst.
Im Hobbybereich verwendet sie der Heimwerker für Laubsägearbeiten oder andere feine Sägearbeiten.
Vor allem in den USA ist die Arbeit mit der Dekupiersäge ein beliebtes Hobby. Es gibt regelmäßig Ausstellungen oder „Scroll Saw Picnics“, bei denen die Hobbyhandwerker sich austauschen und ihre Arbeiten vorstellen. 
In Deutschland wird die Dekupiersäge vor allem im Modellbau oder zur Herstellung von Schwibbögen oder Haus- und Garten-Dekoration genutzt. 